# Cerboli
Cerboli ist eine im Tyrrhenischen Meer gelegene, kleine Insel des Toskanischen Archipels.
Sie befindet sich circa 8 km östlich der nordöstlichen Spitze von Elba und südlich von Piombino. Administrativ gehört das ungefähr 0,04 km² große Eiland zur auf Elba gelegenen Gemeinde Rio.
Zusammen mit der benachbarten Insel Palmaiola wurde Cerboli von der Region Toskana unter besonderen Schutz gestellt.
Die gesamte Insel ist bedeckt von Macchia (hauptsächlich Zistrosen) und Garigue. Auf Cerboli ist eine endemische Unterart der Ruineneidechse beheimatet, die Pordacis sicula ssp. cerbolensis. Des Weiteren wurden hier auch die in dieser Gegend seltenen Krähenscharben gesichtet.
Menschliche Spuren gibt es auf Cerboli nur sehr wenige: ein kleiner aufgelassener Steinbruch und vereinzelte Ruinen.